# Eliyahu Rips
Eliyahu Rips   (Riga, 12 de desembre de 1948 - Jerusalem, 19 de juliol de 2024) va ser un matemàtic israelià conegut per les seves investigacions en el camp de l'àlgebra i pel polèmic descobriment del «codi secret de la Bíblia».
Rips nasqué i creixé a Letònia (aleshores part de l'URSS). Fou el primer estudiant d'institut de Letònia que participà en l'Olimpíada Internacional de Matemàtiques. El 1969, Rips (aleshores estudiant de la Universitat de Letònia) intentà immolar-se en protesta contra la invasió soviètica de Txecoslovàquia. Com a conseqüència, fou empresonat pel govern soviètic, però gràcies a la pressió de matemàtics occidentals se li deixà marxar a Israel el 1972.
Després de doctorar-se, Rips s'uní al Departament de Matemàtiques de la Universitat Hebrea de Jerusalem. Es feu famós gràcies a les seves investigacions en teoria de grups. Rips rebé el Premi Erdős de la Societat Matemàtica Israeliana el 1979 i fou ponent en el Congrés Internacional de Matemàtics del 1994.
El 1994, Rips, juntament amb Doron Witztum i Yoav Rosenberg, publicà un article a la revista Statistical Science en el qual afirmaven que havien trobat missatges codificats en el text hebreu pertanyent al llibre del Gènesi. El 1997, el seu descobriment fou l'eix central del llibre El codi secret de la Bíblia, de Michael Drosnin. Des d'aleshores, el codi bíblic ha causat molta polèmica. Nombrosos científics s'han mostrat escèptics i han assenyalat alguns errors en les investigacions de Rips i els seus col·legues.